# 紅溪河
紅溪河（Kali Angke）是位於印尼雅加達的一條河流，長約70（43英里），起源自印尼西爪哇省西區凌貢安·銘登村（Lingkungan Menteng），並從珍卡連排水道流入爪哇海:33。
紅溪河的印尼語為其名稱來源有兩種說法：一是可能得名於萬丹蘇丹圖巴古斯·昂科（Tubagus Angke），圖巴古斯為16世紀的雅加達統治者。另一種說法是在1740年發生的紅溪慘案中，10,000名以閩南人為主的華人慘遭荷屬東印度公司屠殺，溪水染紅，而「Angke」則是閩南語「紅溪」（白話字：Âng-khe）的讀音

## 歷史

### 紅溪慘案
1740年，随着巴達維亞（今雅加達）製糖業的衰退，失业华人增多，盗贼四起。由于警察抓获的罪犯大多是穿黑衣黑裤的唐人，殖民当局下令，凡是看到穿黑衣黑裤的人，一律捉拿。大批华人受到无辜的牵连，华人与荷兰殖民者之间的矛盾进一步加剧。殖民当局强迫被捕的华人到锡兰做苦力，在华人中逐渐有传言这些流放者会在途中被抛入大海。一部分华人不愿坐以待毙，逃至城外，公推黄班为首领，准备自卫。但是一个叫林楚的叛徒向殖民当局告密，使得当局有所准备。10月9日，殖民当局以华人准备攻城为借口，命令城内华人交出一切利器，同时挨户搜捕华侨，不论男女老幼，捉到便杀，对城内华人进行血腥洗劫。从9日至12日，城内华人被杀近万人，即使关在监狱和卧病在医院的也不能幸免，侥幸逃出者仅150人。而城外华人不知消息已泄露，依旧按原计划攻城。从9日至11日激战三天，伤亡千余人，终因孤军奋战，攻城失败，被迫转战中爪哇。
1740年10月8日，東印度公司下令雅加達城內華人夜間不得點燈、不得外出，並沒收所有武器。10月9日，荷蘭軍隊藉口收查武器，殺害城內大量華人，史稱「紅溪慘案」。

### 近代
1960年代起，紅溪河的水質開始下降。1980年代末，河畔被違章建築嚴重占據，河川嚴重汙染，被稱做「雅加達的黑色心臟」。1981年至1993年，印尼政府為解決水災的問題，建造了金卡蓮排水道（Cengkareng Drain），導致穆克爾瓦爾特河（Kali Mookervaart）、紅溪河、珀桑格拉漢河（Kali Pesanggrahan），及格羅哥爾河（Kali Grogol）成為其支流，於是紅溪河河口區的水流停止流動，汙染更加嚴重:35。2002年1月，雅加達發生嚴重水災，慈濟基金會整治紅溪河河口區的卡布村（Kapuk Muara），使其恢復往日清澈。